# Rucentra dammermani
Rucentra dammermani är en skalbaggsart som beskrevs av Schwarzer 1931. Rucentra dammermani ingår i släktet Rucentra och familjen långhorningar. Inga underarter finns listade i Catalogue of Life.